# Gran Premio de los Países Bajos
El Gran Premio de los Países Bajos, oficialmente Grote Prijs van Nederland, es una carrera de automovilismo para monoplazas que se ha celebrado en el circuito Zandvoort, Países Bajos entre los años 1948 y 1985, y que volvió en 2021. Fue válida para el Campeonato Mundial de Fórmula 1, de forma interrumpida, entre 1952 y 1985.
El circuito de Zandvoort fue el foco de las carreras de vehículos por muchas décadas en los Países Bajos. La localidad de Zandvoort se encuentra en la costa del Mar del Norte. Cerca de la capital de los tulipanes, Haarlem. Durante los años 1930 hubo varias competiciones en circuitos de calles, pero fue durante la invasión alemana que se inició la vocación de carreras de Zandvoort. Se dice que el alcalde, en un intento desesperado de evitar que la gente del pueblo acabase en campos de trabajo, aceptó que se construyera una vía recta directo hacia el centro de la localidad que podría ser utilizada para desfiles al final de la guerra. Esta vía fue más adelante conectada a otras vías que dando acceso a las posiciones defensivas en la costa.
Al terminar la guerra, varias de estas vías fueron ampliadas y entrelazadas, formándose así un circuito de carreras diseñado por responsables de la Real Asociación Motociclista Neerlandesa y el asesoramiento de Sammy Davis, ganador en 1927 de las 24 Horas de Le Mans. La primera competencia se llevó a cabo en 1948, con el título de Gran Premio de Zandvoort, ganado por el Príncipe Bira de Tailandia en un antiguo Maserati delante de los pilotos británicos Tony Rolt y Reg Parnell. El siguiente año la competencia se disputó bajo las reglas de Fórmula 1 y fue ganada por Gigi Villoresi en un Alfa Romeo. En 1950, la carrera recibió el nombre de Gran Premio de los Países Bajos y en 1952, entró a formar parte del campeonato mundial.
En los años 1970 murieron dos pilotos: Piers Courage en 1970 en la curva «Honderlwak» y el prometedor Roger Williamson en 1973 en la misma curva. Desde entonces formó parte del calendario del campeonato mundial hasta los años 1980. Fue un circuito donde el pilotaje podía hacer la diferencia. Entre los ganadores se encuentran Jim Clark, Jackie Stewart y Niki Lauda. En 1979 Gilles Villeneuve debió conducir una vuelta entera en tres ruedas. La curva de Tarzán al final de la recta principal fue siempre el lugar ideal para adelantar a otros pilotos.
En 2019, se anunció que el Gran Premio volverá a ser parte del calendario de Fórmula 1, disputándose en el Circuito de Zandvoort.
Jim Clark es el máximo ganador del Gran Premio de los Países Bajos, con cuatro triunfos en la década de 1960. Por su parte, Jackie Stewart, Niki Lauda y Max Verstapen lograron tres victorias cada uno.

## Galería

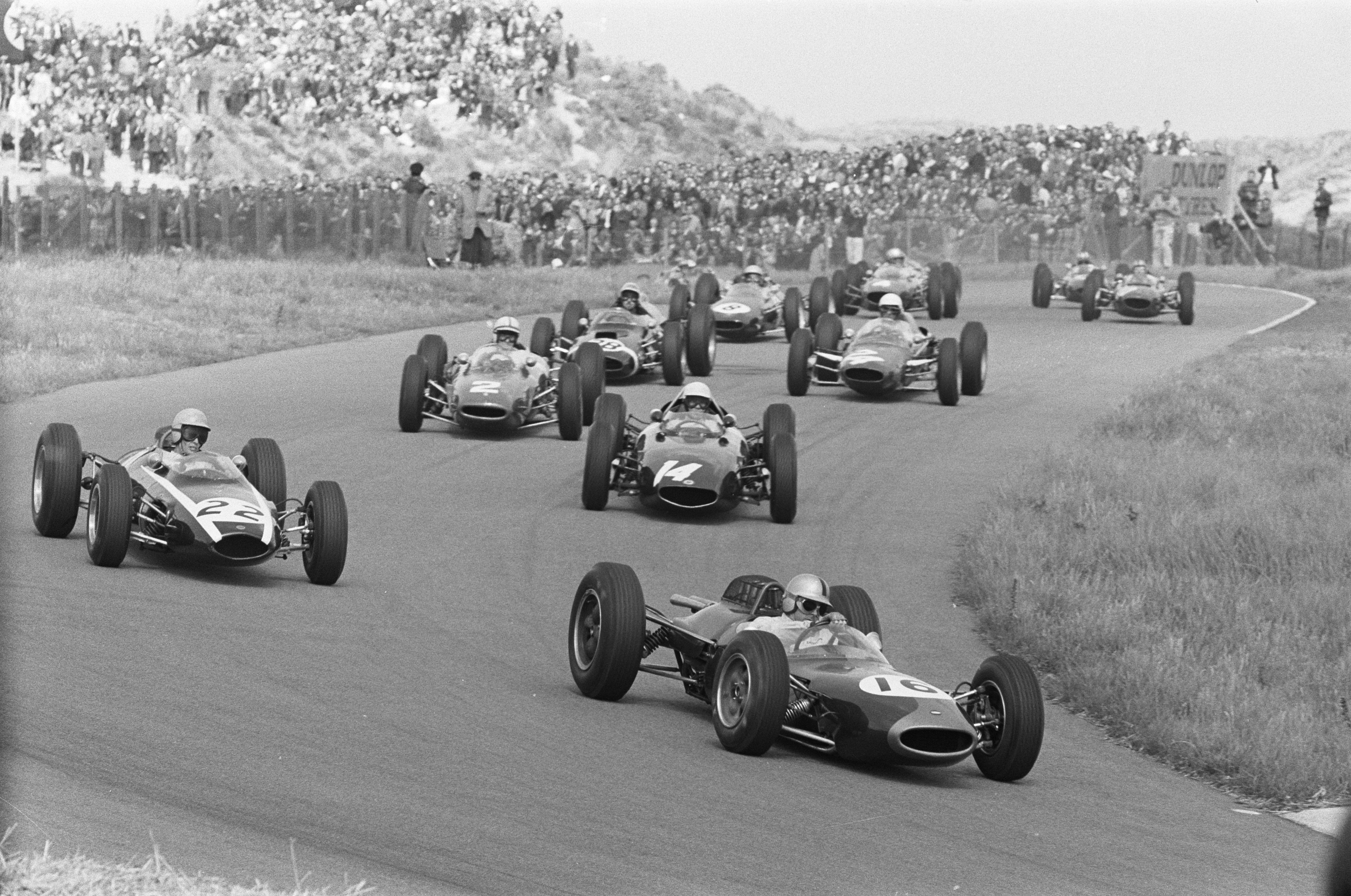
Gran Premio de 1963
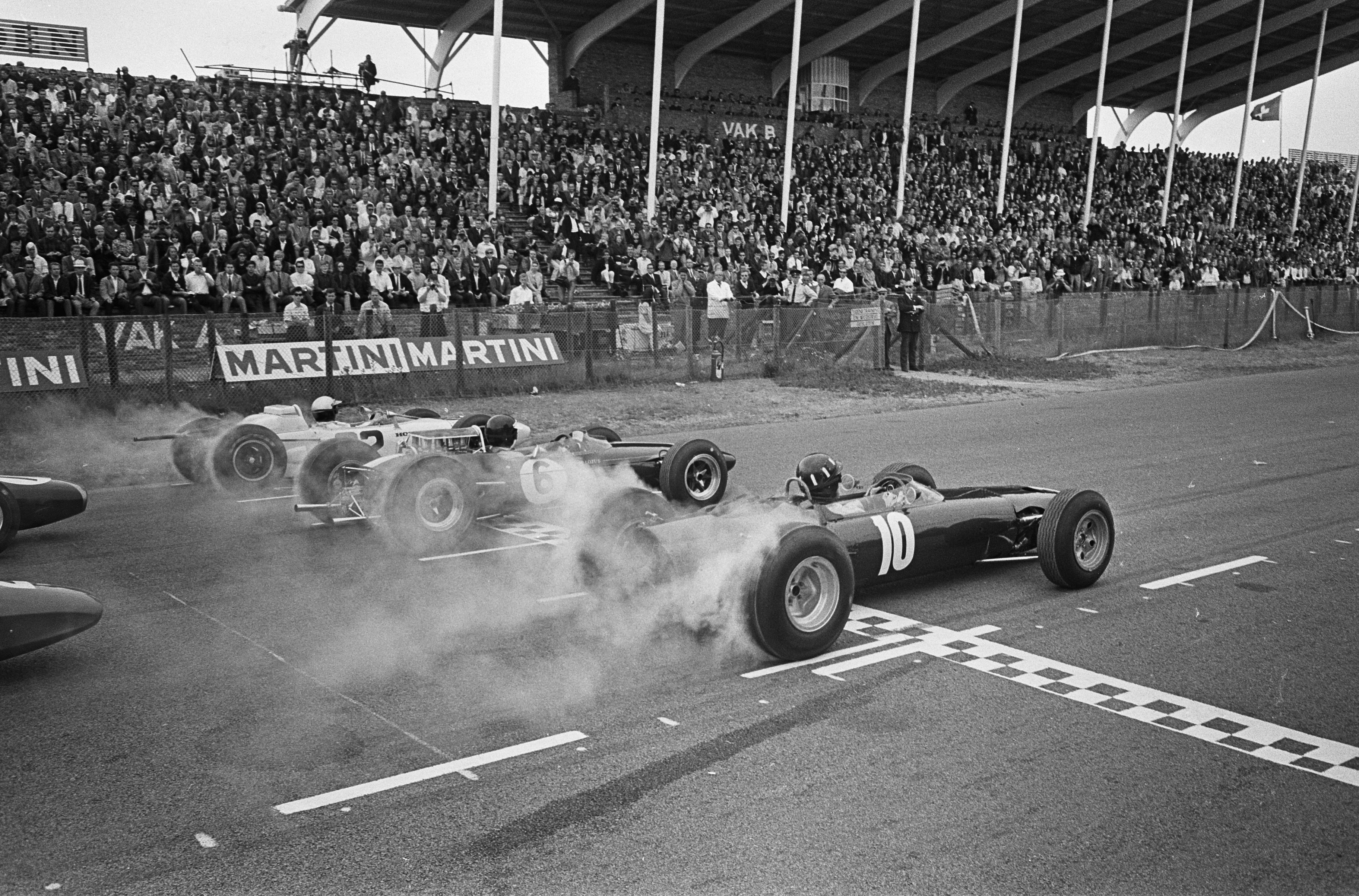
Salida del Gran Premio de 1965
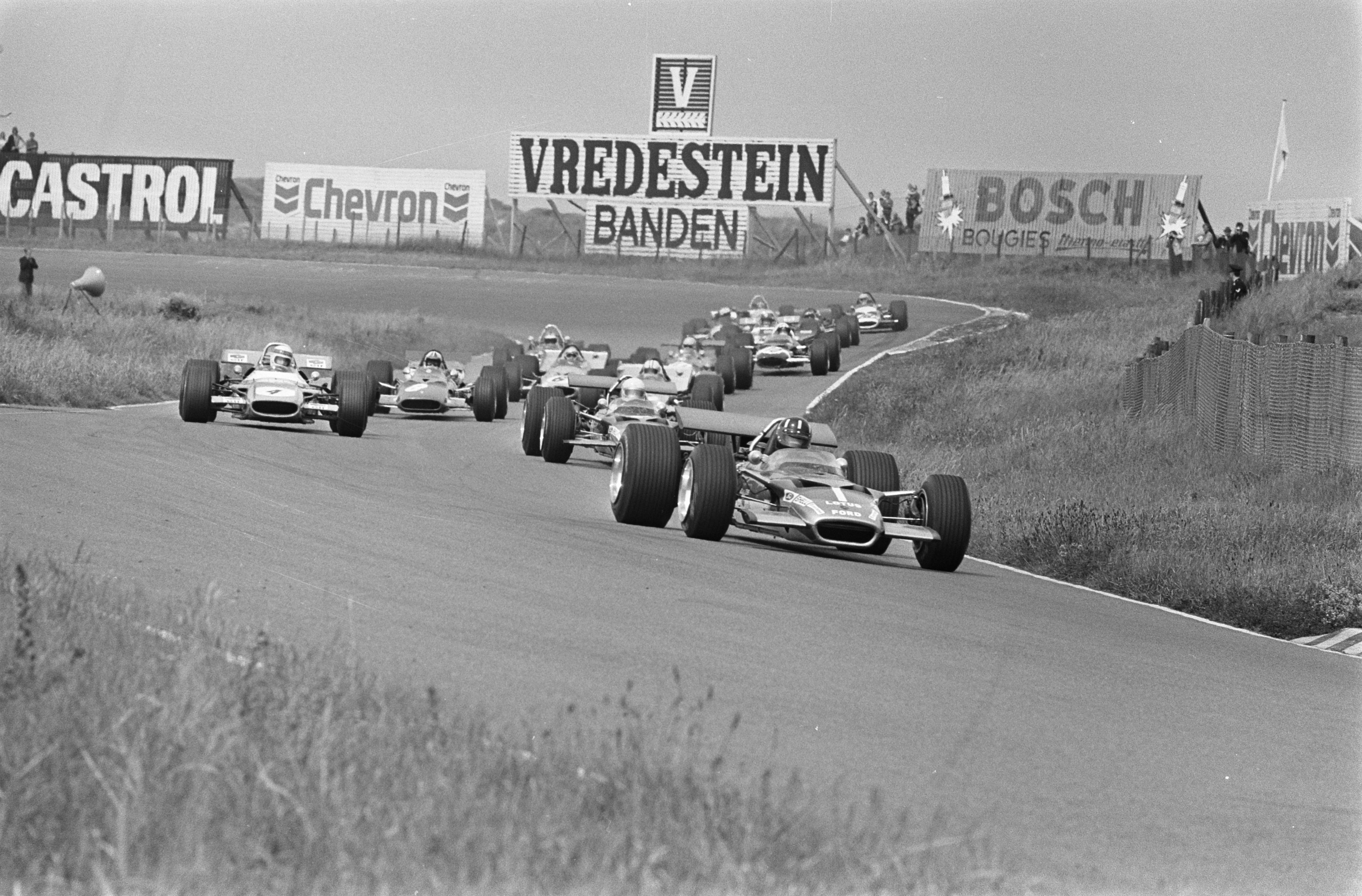
Gran Premio de 1969
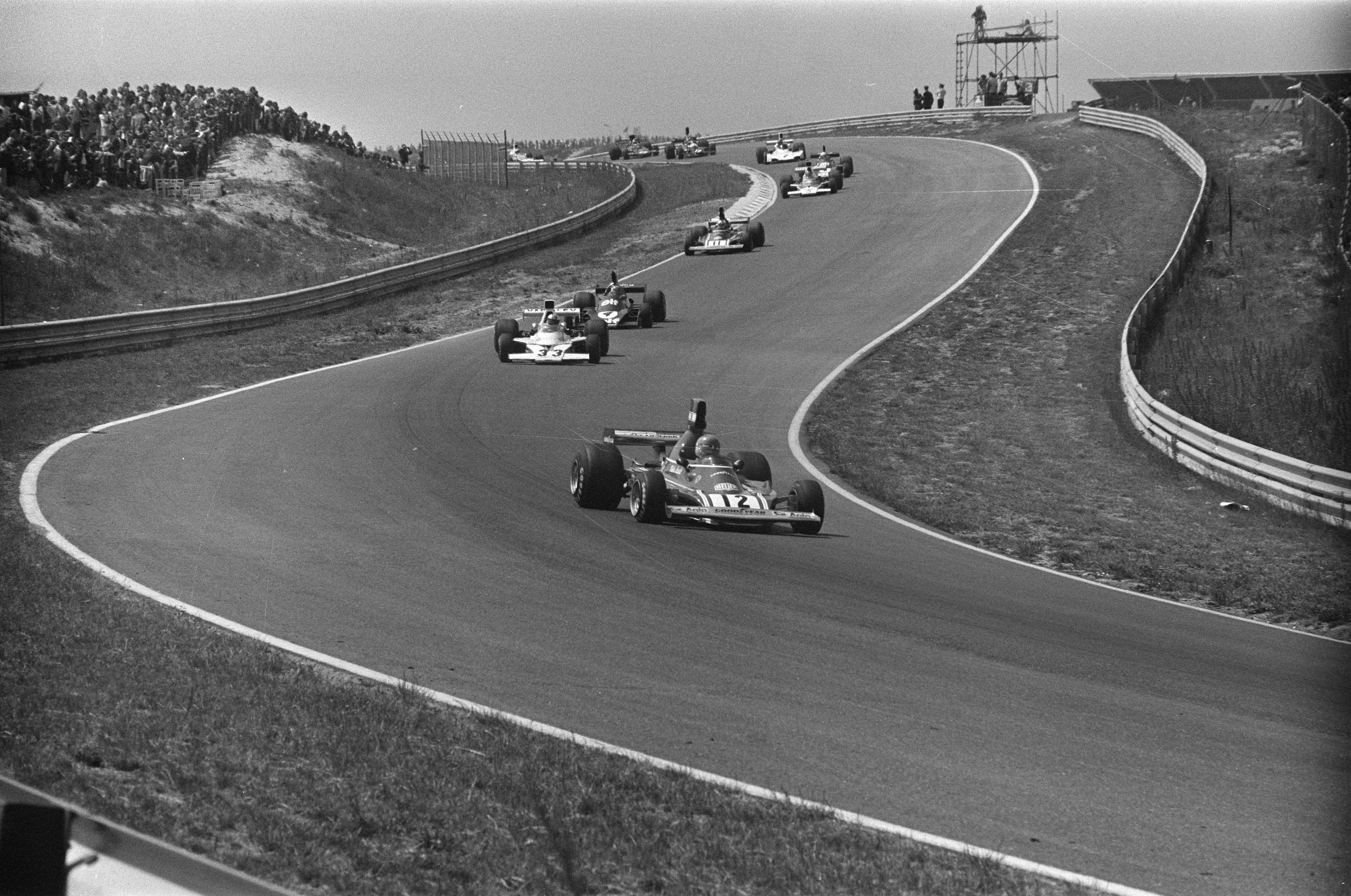
Gran Premio de 1974
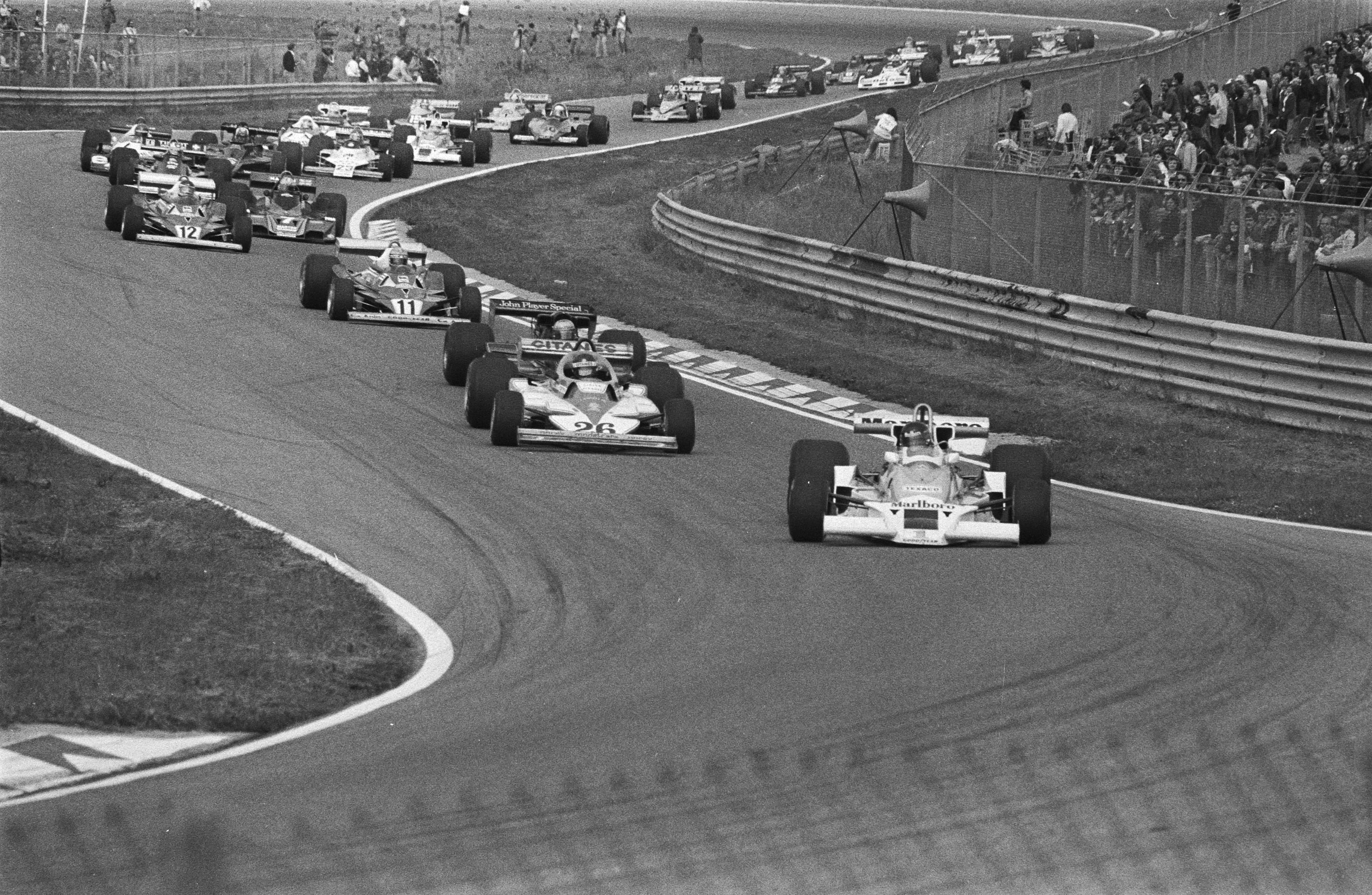
Gran Premio de 1977

## Ganadores
Las ediciones que no forman parte del Campeonato Mundial de Fórmula 1 están marcados con un fondo en color rosado.
| Año        | Piloto             | Constructor         | Circuito      | Resultados    |
| ---------- | ------------------ | ------------------- | ------------- | ------------- |
| 1948       | Prince Bira        | Maserati            | Zandvoort     | Resultados    |
| 1949       | Luigi Villoresi    | Ferrari             | Zandvoort     | Resultados    |
| 1950       | Louis Rosier       | Talbot-Lago         | Zandvoort     | Resultados    |
| 1951       | Louis Rosier (2)   | Talbot-Lago         | Zandvoort     | Resultados    |
| 1952       | Alberto Ascari     | Ferrari             | Zandvoort     | Resultados    |
| 1953       | Alberto Ascari (2) | Ferrari             | Zandvoort     | Resultados    |
| 1954       | No se disputó      | No se disputó       | No se disputó | No se disputó |
| 1955       | Juan Manuel Fangio | Mercedes            | Zandvoort     | Resultados    |
| 1956- 1957 | No se disputó      | No se disputó       | No se disputó | No se disputó |
| 1958       | Stirling Moss      | Vanwall             | Zandvoort     | Resultados    |
| 1959       | Jo Bonnier         | BRM                 | Zandvoort     | Resultados    |
| 1960       | Jack Brabham       | Cooper-Climax       | Zandvoort     | Resultados    |
| 1961       | Wolfgang von Trips | Ferrari             | Zandvoort     | Resultados    |
| 1962       | Graham Hill        | BRM                 | Zandvoort     | Resultados    |
| 1963       | Jim Clark          | Lotus-Climax        | Zandvoort     | Resultados    |
| 1964       | Jim Clark (2)      | Lotus-Climax        | Zandvoort     | Resultados    |
| 1965       | Jim Clark (3)      | Lotus-Climax        | Zandvoort     | Resultados    |
| 1966       | Jack Brabham (2)   | Brabham-Repco       | Zandvoort     | Resultados    |
| 1967       | Jim Clark (4)      | Lotus-Ford          | Zandvoort     | Resultados    |
| 1968       | Jackie Stewart     | Matra-Ford          | Zandvoort     | Resultados    |
| 1969       | Jackie Stewart (2) | Matra-Ford          | Zandvoort     | Resultados    |
| 1970       | Jochen Rindt       | Lotus-Ford          | Zandvoort     | Resultados    |
| 1971       | Jacky Ickx         | Ferrari             | Zandvoort     | Resultados    |
| 1972       | No se disputó      | No se disputó       | No se disputó | No se disputó |
| 1973       | Jackie Stewart (3) | Tyrrell-Ford        | Zandvoort     | Resultados    |
| 1974       | Niki Lauda         | Ferrari             | Zandvoort     | Resultados    |
| 1975       | James Hunt         | Hesketh-Ford        | Zandvoort     | Resultados    |
| 1976       | James Hunt (2)     | McLaren-Ford        | Zandvoort     | Resultados    |
| 1977       | Niki Lauda (2)     | Ferrari             | Zandvoort     | Resultados    |
| 1978       | Mario Andretti     | Lotus-Ford          | Zandvoort     | Resultados    |
| 1979       | Alan Jones         | Williams-Ford       | Zandvoort     | Resultados    |
| 1980       | Nelson Piquet      | Brabham-Ford        | Zandvoort     | Resultados    |
| 1981       | Alain Prost        | Renault             | Zandvoort     | Resultados    |
| 1982       | Didier Pironi      | Ferrari             | Zandvoort     | Resultados    |
| 1983       | René Arnoux        | Ferrari             | Zandvoort     | Resultados    |
| 1984       | Alain Prost (2)    | McLaren-TAG         | Zandvoort     | Resultados    |
| 1985       | Niki Lauda (3)     | McLaren-TAG         | Zandvoort     | Resultados    |
| 1986- 2020 | No se disputó      | No se disputó       | No se disputó | No se disputó |
| 2021       | Max Verstappen     | Red Bull-Honda      | Zandvoort     | Resultados    |
| 2022       | Max Verstappen (2) | Red Bull-RBPT       | Zandvoort     | Resultados    |
| 2023       | Max Verstappen (3) | Red Bull-Honda RBPT | Zandvoort     | Resultados    |
| 2024       | Lando Norris       | McLaren-Mercedes    | Zandvoort     | Resultados    |

## Estadísticas

### Pilotos con más victorias
| Victorias | Piloto             | Años                   |
| --------- | ------------------ | ---------------------- |
| 4         | Jim Clark          | 1963, 1964, 1965, 1967 |
| 3         | Jackie Stewart     | 1968, 1969, 1973       |
| 3         | Niki Lauda         | 1974, 1977, 1985       |
| 3         | Max Verstappen     | 2021, 2022, 2023       |
| 2         | Alberto Ascari     | 1952, 1953             |
| 2         | Jack Brabham       | 1960, 1966             |
| 2         | James Hunt         | 1975, 1976             |
| 2         | Alain Prost        | 1981, 1984             |
| 1         | Juan Manuel Fangio | 1955                   |
| 1         | Stirling Moss      | 1958                   |
| 1         | Jo Bonnier         | 1959                   |
| 1         | Wolfgang von Trips | 1961                   |
| 1         | Graham Hill        | 1962                   |
| 1         | Jochen Rindt       | 1970                   |
| 1         | Jacky Ickx         | 1971                   |
| 1         | Mario Andretti     | 1978                   |
| 1         | Alan Jones         | 1979                   |
| 1         | Nelson Piquet      | 1980                   |
| 1         | René Arnoux        | 1983                   |
| 1         | Lando Norris       | 2024                   |

### Constructores con más victorias
| Victorias | Constructor | Años                                          |
| --------- | ----------- | --------------------------------------------- |
| 8         | Ferrari     | 1952, 1953, 1961, 1971 1974, 1977, 1982, 1983 |
| 6         | Lotus       | 1963, 1964, 1965, 1967 1970, 1978             |
| 4         | McLaren     | 1976, 1984, 1985, 2024                        |
| 3         | Red Bull    | 2021, 2022, 2023                              |
| 2         | BRM         | 1959, 1962                                    |
| 2         | Matra       | 1968, 1969                                    |
| 2         | Brabham     | 1966, 1980                                    |
| 1         | Mercedes    | 1955                                          |
| 1         | Vanwall     | 1958                                          |
| 1         | Cooper      | 1960                                          |
| 1         | Tyrrell     | 1973                                          |
| 1         | Hesketh     | 1975                                          |
| 1         | Williams    | 1979                                          |
| 1         | Renault     | 1981                                          |

### Motores con más victorias
| Victorias | Motor    | Años                                                       |
| --------- | -------- | ---------------------------------------------------------- |
| 10        | Ford     | 1967, 1968, 1969, 1970, 1973, 1975, 1976, 1978, 1979, 1980 |
| 8         | Ferrari  | 1952, 1953, 1961, 1971 1974, 1977, 1982, 1983              |
| 4         | Climax   | 1960, 1963, 1964, 1965                                     |
| 2         | BRM      | 1959, 1962                                                 |
| 2         | TAG      | 1984, 1985                                                 |
| 2         | RBPT     | 2022, 2023                                                 |
| 2         | Mercedes | 1955, 2024                                                 |
| 1         | Vanwall  | 1958                                                       |
| 1         | Repco    | 1966                                                       |
| 1         | Renault  | 1981                                                       |
| 1         | Honda    | 2021                                                       |